# Auwers (cràter)
Auwers és un petit cràter d'impacte lunar que es troba als Montes Haemus, a l'extrem sud de Mare Serenitatis. Rep el nom de l'astrònom alemany Arthur Auwers. Es troba al sud-est del cràter Menelaus. La vora irregular d'Auwers té un buit a l'extrem nord-nord-oest, que va permetre que les colades de lava arribessin al sòl del cràter i inundessin l'interior.

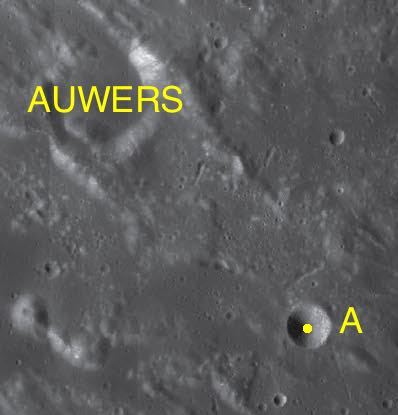
Cràter satèl·lit d'Auwers
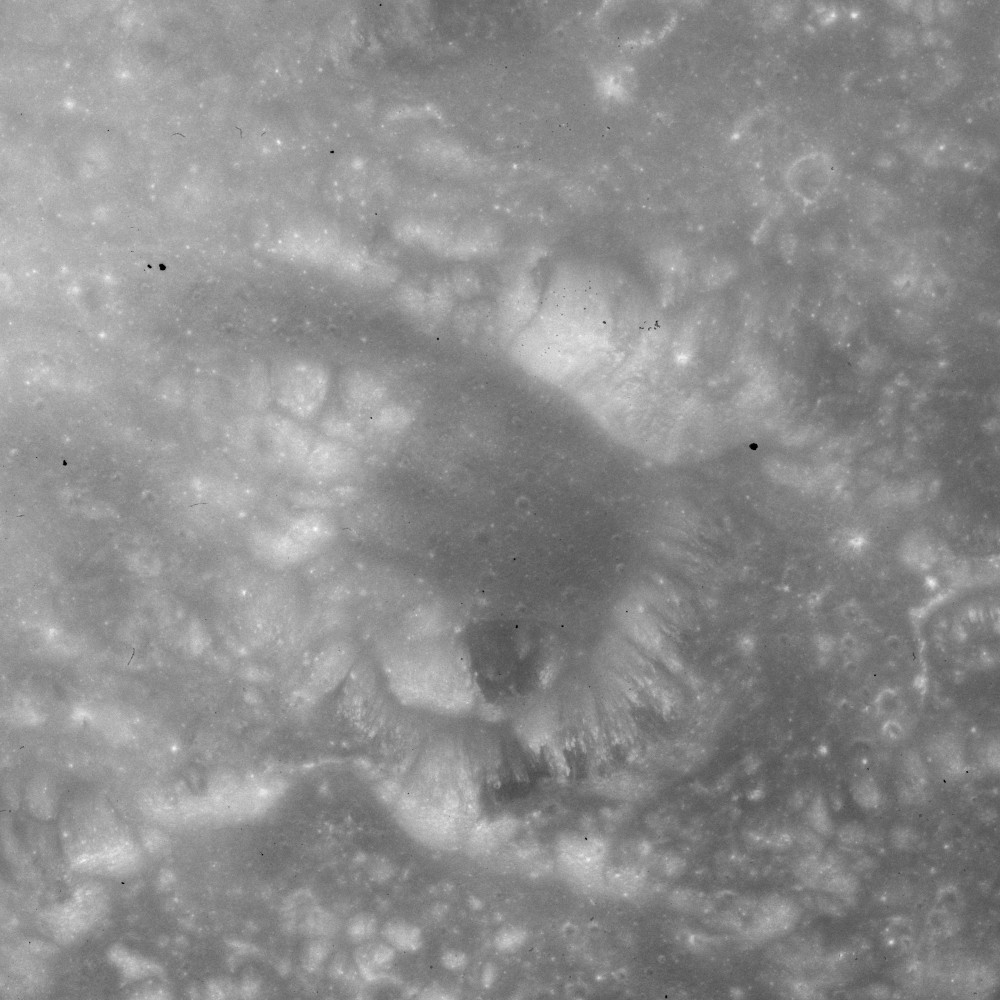
Imatge d'Apollo 15

## Cràter satèl·lit
Per convenció, aquesta característica s'identifiqua als mapes lunars col·locant la lletra al costat del punt mitjà del cràter més proper a Auwers.
| Auwers | Latitud | Longitud | Diàmetre |
| ------ | ------- | -------- | -------- |
| A      | 13.8° N | 18.3° E  | 8 km     |